# Jesuitmissionerna i Chiquitos
Jesuitmissionerna i Chiquitos ligger i departementet Santa Cruz i östra Bolivia.
Sex av dessa forna missionsstationer (alla idag sekulära kommuner) togs gemensamt upp på världsarvslistan 1990. Missionerna, som kännetecknas av en unik blandning av europeisk och indiansk kultur, grundades som reduktion eller reducciones de indios av jesuiter på 1600- och 1700-talet för att få lokala stammar att konvertera till kristendomen.
Inlandsregionen som gränsade till spanska och portugisiska territorier i Sydamerika var till stora delar outforskad i slutet av 1600-talet. Som utsända av Spanska kronan utforskade jesuiterna och grundade elva bosättningar under 76 år i det svårtillgängliga Chiquitos – på gränsen till det spanska Amerika. De byggde kyrkor (templos) i en unik och entydig stil som kombinerade element från såväl inhemsk som europeisk arkitektur. Ursprungsbefolkningen på missionsstationerna lärdes europeisk musik som ett medel för konvertering. Missionerna var självförsörjande, med blomstrande ekonomier och var praktiskt taget autonoma från spanska kronan.
Efter fördrivandet av Jesuitorden från spanska territorier 1767 övergavs de flesta Jesuitreduktionerna i Sydamerika och började förfalla. De gamla jesuitmissionerna i Chiquitos är unika då dessa bosättningar och deras associerade kultur har förblivit i stort sett intakt.
Ett stort restaureringsprojekt av missionsstationernas kyrkor började med den schweiziske jesuiten och arkitekten Hans Roths ankomst 1972. Sedan 1990 har dessa forna jesuitmissioner upplevt en viss popularitet och blivit turistdestinationer. En populär biennal internationell musikfestival arrangerad av den ideella föreningen Asociación Pro Arte y Cultura vid sidan av andra kulturaktiviteter inom missionernas stadsområde bidrar till bosättningarnas popularitet.

## Läge

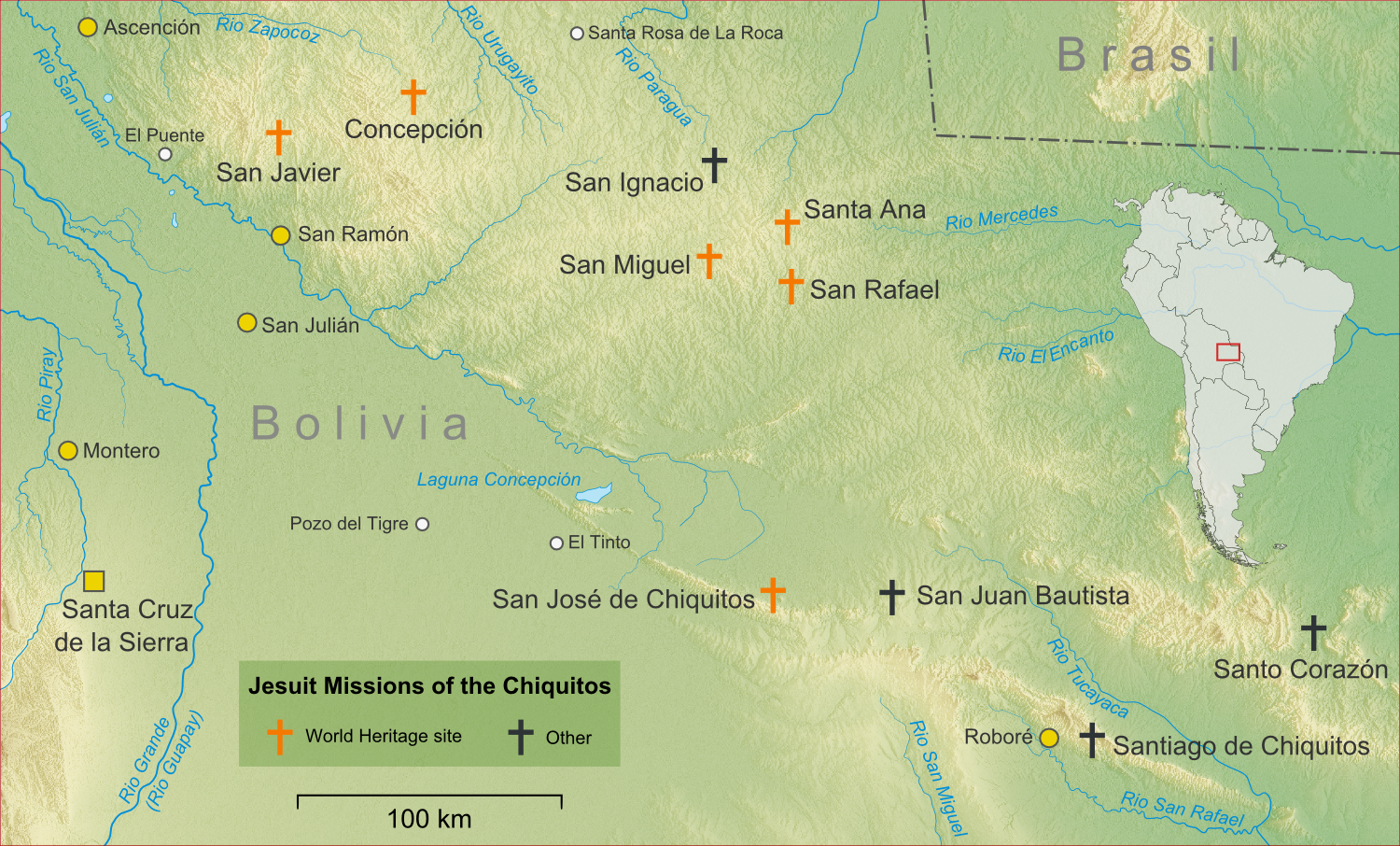
Jesuitmissionernas läge i Chiquitos med dagens internationella gränser

De sex bosättningarna i världsarvet ligger i det varma och halvtorra lågländerna i departementet Santa Cruz i östra Bolivia. De ligger i ett område nära Gran Chaco, öster och nordost om Santa Cruz de la Sierra, mellan floderna Paraguay och Rio Grande (kallas även Guapay).
De västligaste missionerna är San Xavier (även känd som San Javier) och Concepción, belägna i provinsen Ñuflo de Chávez mellan floderna San Julián och Urugayito. Santa Ana de Velasco, San Miguel de Velasco och San Rafael de Velasco ligger i öster, i provinsen José Miguel de Velasco, nära gränsen till Brasilien. San José de Chiquitos ligger i provinsen Chiquitos, omkring 200 km söder om San Rafael.
Tre andra före detta jesuitmissioner – San Juan Bautista (idag i ruiner), Santo Corazón och Santiago de Chiquitos – som inte ingår i världsarvet  – ligger öster om San José de Chiquitos, inte långt från småstaden Roboré. Provinsen José Miguel de Velascos huvudstad, San Ignacio de Velasco grundades som en jesuitmission och ingår inte heller i världsarvet, då den nuvarande kyrkan är en rekonstruktion, inte en restaurering.

## Namnet “Chiquitos”
Ñuflo de Cháves, en spansk conquistador på 1500-talet och grundare till Santa Cruz "la Vieja", introducerade namnet Chiquitos, eller de små. Namnet refererar till de små dörrarna på halmhusen i vilka ursprungsbefolkningen bodde. Chiquitos har sedan dess använts felaktigt både som beteckning för den största folkgruppen i området (korrekt kallade Chiquitano), och som ett samlingsnamn för över 40 etniska grupper med olika språk och levnadskulturer i regionen kallad [Gran] Chiquitania. Korrekt använt, refererar “Chiquitos” bara till departementet Chiquitos i Bolivia eller till den gamla regionen Övre Peru (idag Bolivia) som en gång omfattade hela Chiquitania och delar av Mojos (eller Moxos) samt Gran Chaco.
Den nuvarande provinsiella indelningen av departementet Santa Cruz följer inte jesuiternas koncept av ett missionsområde. Chiquitania ligger i fem olika moderna provinser: Ángel Sandoval, Germán Busch, José Miguel de Velasco, Ñuflo de Chávez och Chiquitos.

## Historia
På 1500-talet kom präster från olika religiösa ordnar för att evangelisera i Amerika, och tog kristendomen till inhemska samhällen. Två av dessa missionsordnar var Franciskanerorden och Jesuitorden, som båda så småningom nådde gränsstaden Santa Cruz de la Sierra och sedan begav sig in i Chiquitania. Missionärerna antog strategin att samla den ofta nomadiska befolkningen i större samhällen kallade reduktioner för att mer effektivt kristna dem. Denna inställning hade sitt ursprung i den koloniala erans syn på ”indianerna” som omyndiga, som måste skyddas och guidas av europeiska missionärer för att inte falla offer för synden. Reduktionerna konstruerades vanligen som instrument för att göra det möjligt för infödingar att anta europeisk livsstil och värderingar; så var inte fallet med jesuitreduktionerna, utan jesuiterna lät invånarna behålla många förkoloniala kulturella sedvanor.

### Ankomst till Vicekungadömet Peru
Med tillstånd från kung Filip II av Spanien reste en grupp jesuiter till Vicekungadömet Peru 1568, cirka 30 år efter att franciskaner, dominikaner, augustiner och mercedarier kommit till området. Jesuiterna etablerade sig i Lima 1569 innan de flyttade österut mot Paraguay; 1572 nådde de Audience of Charcas i dagens Bolivia. Då de inte tilläts grunda egna bosättningar, byggde de kapitelhus, kyrkor och skolor i redan existerande bosättningar, såsom i La Paz, Potosí och La Plata (dagens Sucre).
1587 kom den första jesuiterna, Fr. Diego Samaniego och Fr. Diego Martínez, till Santa Cruz de la Sierra, beläget alldeles söder om den plats där den framtida missionen San José de Chiquitos skulle komma att grundas. 1592 var man tvungen att flytta bosättningen 250 km västerut på grund av konflikter med urbefolkningen, även om lämningar av staden ännu finns i fornminnet Santa Cruz la Vieja. Jesuiterna drog inte igång missioner i dalgångarna nordost om cordillera förrän på 1600-talet. De två centralområdena för deras aktiviteter var i provinsen Moxos, belägen i departementet Beni och i provinsen Chiquitania (på denna tid kort Chiquitos) i departementet Santa Cruz de la Sierra. 1682, grundade Fr. Cipriano Barace de första jesuitreduktionerna i Moxos, i Loreto.

### Jesuiterna i Chiquitania

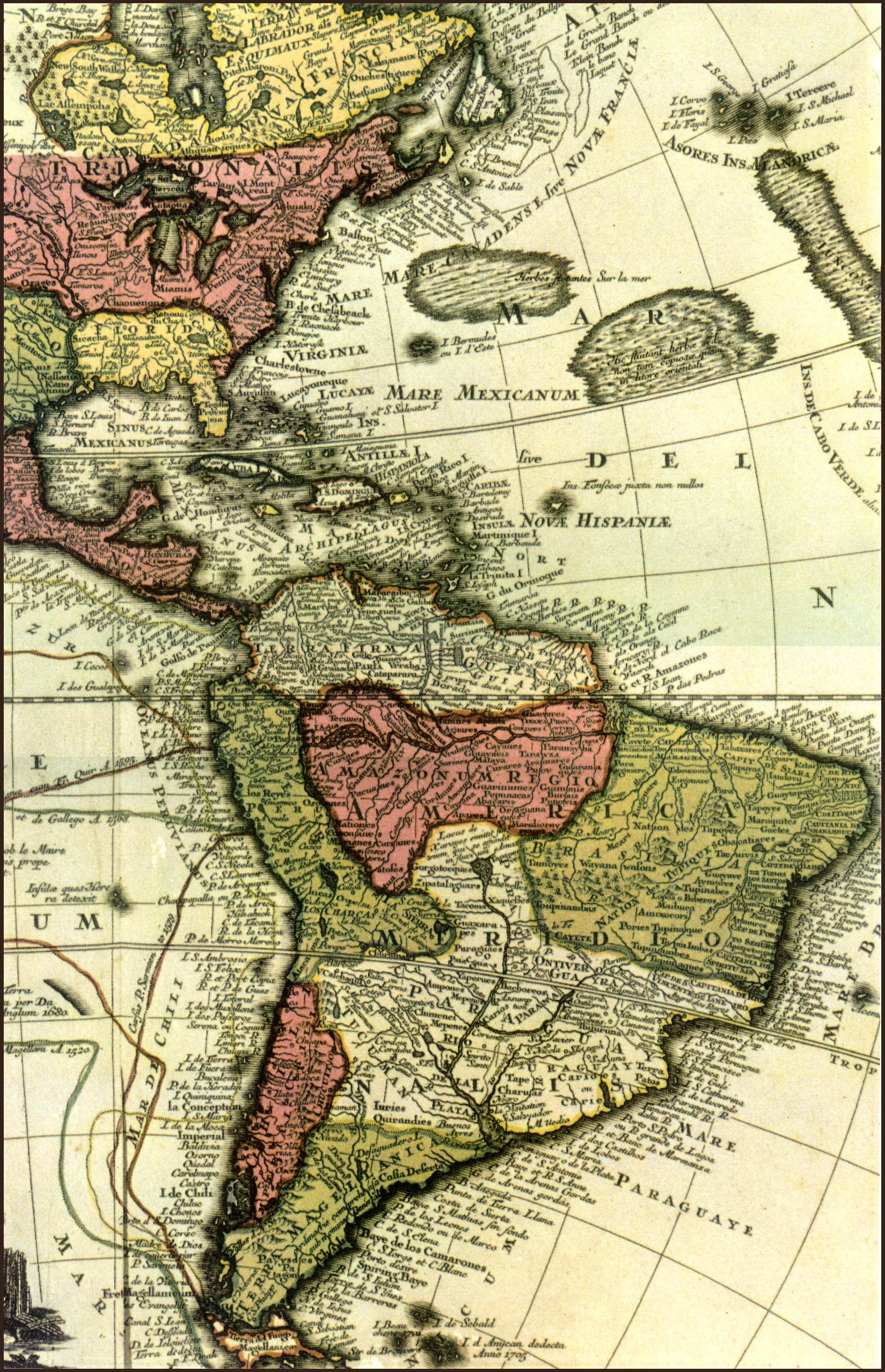
Karta över Sydamerika, Karibien och östra delen av Nordamerika. Flera administrativa regioner är markerade, däribland i norra Sydamerika, Nya Kungariket Granada, som grovt räknat täckte dagens Venezuela, regionen Guyanas och delar av Colombia. Dagens Ecuador, Peru och Bolivia är grovt räknat innefattat på kartan i Vicekungadömet Peru. Dagens Uruguay, Paraguay och delar av Argentina och Brasilien är markerade som tillhörande Paraguay. Santa Cruz de la Sierra är på kartan markerad i vicekungadömet Peru nära gränsen till dåtidens Paraguay.

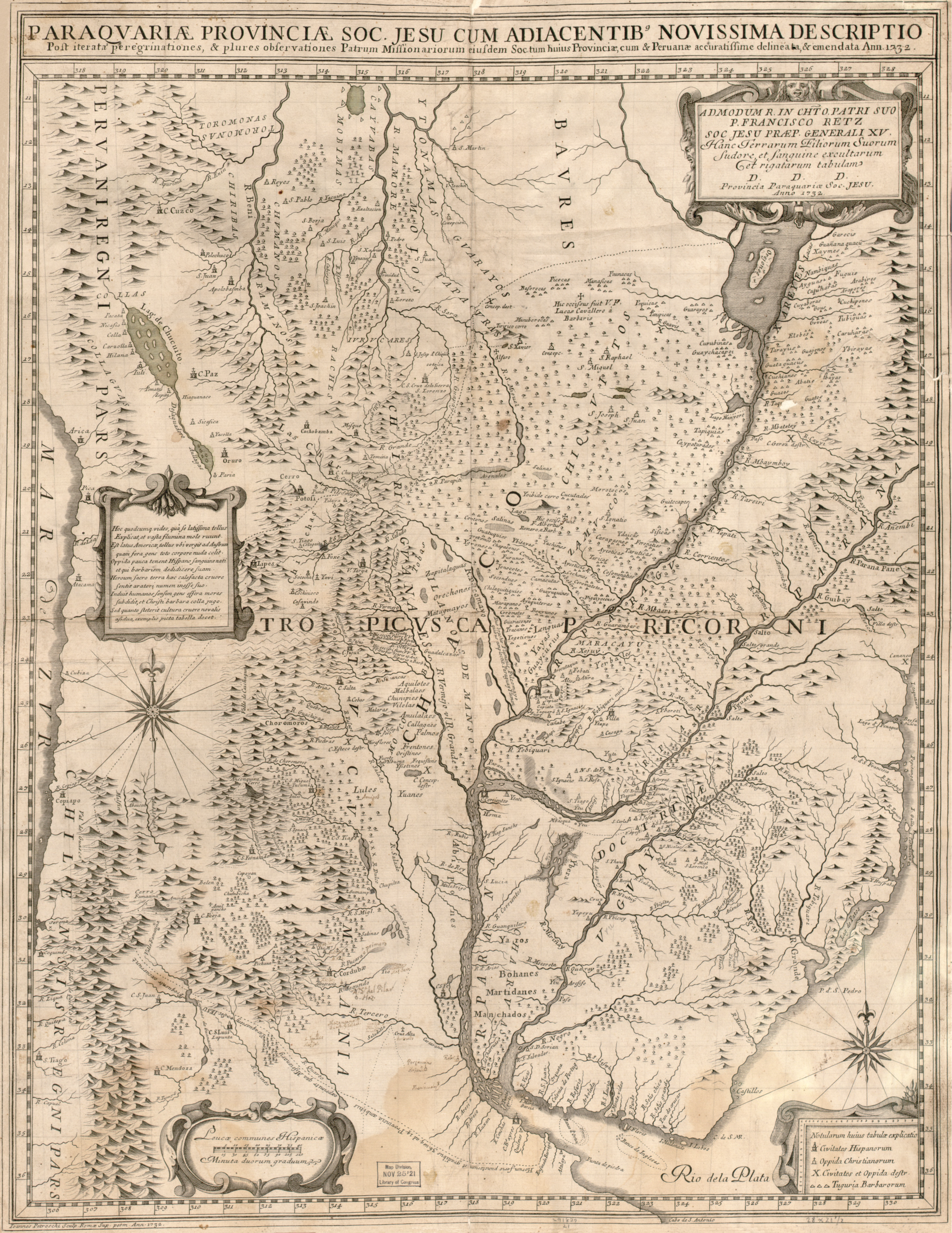
Karta från 1732 över Paraguay och Chiquitos med missionerna San Xavier (S. Xavier), Concepción (Concepc.), San Rafael de Velasco (S. Raphael), San Miguel de Velasco (S. Miguel), San José de Chiquitos (San Joseph) och San Juan Bautista (S. Juan).

Medan missionssamhällena i Paraguay blomstrade, visade sig evangelisationsarbetet hos Guarani vara besvärligt. Med stöd av Agustín Gutiérrez de Arce, Santa Cruz guvernör, fokuserade jesuiterna sina krafter på Chiquitania, där den kristna läran lättare accepterades. Mellan 1691 och 1760 grundades elva missioner i området; dock innebar bränder, översvämningar, farsoter, hungersnöd och attacker från fientliga stammar och slavhandlare att många missioner var tvungna att återgrundas eller återuppbyggas. Chiquitosmissionerna kom undan storskaliga epidemier, till skillnad från de i Paraguay, främst tack vare sina avlägsna lägen och bristen på transportinfrastruktur.
Den första jesuitreduktionen i Chiquitania var missionen San Francisco Xavier, grundad 1691 av jesuitprästen José de Arce. I september 1691 avsåg de Arce och Br. Antonio de Rivas att möta upp sju andra jesuitpräster vid Paraguayfloden för att skapa en förbindelse mellan Paraguay och Chiquitos. Den begynnande regnperioden drog med sig dåligt väder så Arce och hans följeslagare kom inte längre än till den första byn. Den lokala Piñocastammen, som led av farsot, bad Arce och Rivas att stanna och lovade att bygga ett hus och en kyrka till Jesuiterna, något som var gjort till slutet av året. Missionen flyttade ett antal gånger fram till 1708 då den grundades på sin nuvarande plats.
Ytterligare tio missioner grundades i Chiquitania av jesuiterna under tre perioder: 1690-talet, 1720-talet och efter 1748. På 1690-talet grundades fem missioner: San Rafael de Velasco (1696), San José de Chiquitos (1698), Concepción (1699) och San Juan Bautista (1699). San Juan Bautista ingår inte i världsarvet, av vilken endast en ruin av ett stentorn finns kvar nära den moderna byn (San Juan de) Taperas.
Spanska tronföljdskriget (1701–1714) orsakade en brist på missionärer och instabilitet i reduktionerna, så några nya missioner kom inte till under denna period. 1718 var San Rafael den största av missionerna i Chiquitos, och kunde inte med sina 2 615 invånare klara av en växande befolkning. 1721 grundade därför jesuiterna Felipe Suárez och Francisco Hervás en avpjäkning till San Rafael, missionen San Miguel de Velasco. I söder grundades San Ignacio de Zamucos 1724 som dock övergavs 1745; inget av denna finns kvar idag.
En tredje period av missionsgrundande inleddes 1748 då San Ignacio de Velasco grundades. Missionen ingår inte i världsarvet, men dess kyrka är icke desto mindre en till stor del trogen 1900-talsrekonstruktion – i motsats till en renovering (den avgörande punkten för att få ingå i världsarvet) – av det andra Jesuit-templo uppfört 1761. 1754 grundade jesuiterna missionen Santiago de Chiquitos. Också denna kyrka är en rekonstruktion, som daterar sig till början av 1900-talet och därmed inte heller ingår i världsarvet. 1755 grundades missionen Santa Ana de Velasco av jesuiten Julian Knogler; vilken är den mest autentiska av de sex världsarvsmissionerna från den koloniala eran. Den sista missionen som instiftades i Chiquitania grundades av jesuiterna Antonio Gaspar och José Chueca som Santo Corazón 1760. Dock återstår ingenting av den ursprungliga bosättningen i den moderna byn.
Jesuiterna i Chiquitania hade ett sekundärt mål, vilket var att säkra en mer direkt väg till Asunción än den väg som användes via Tucumán och Tarija för att koppla samman Chiquitania med jesuitmissionerna i Paraguay. Missionärerna i Chiquitos grundade sina bosättningar allt längre österut i riktning mot Paraguayfloden, medan de söder om Asunción flyttade närmre Paraguayfloden genom att nya missioner grundades norrut, och därigenom undvek den ogenomträngliga Chacoregionen. Även om Ñuflo de Chávez hade försökt skapa en väg genom Chaco under en tidig expedition 1564, hade efterföljande jesuitutforskningar från Chiquitos (exempelvis 1690, 1702, 1703 och 1705) varit utan framgång. Jesuiterna stoppades av de fientliga stammarna Payaguá och Guaycuru samt av de ogenomträngliga våtmarkerna i Jarayes. 1715 gav sig de Arce, en av grundarna till den första missionen i San Xavier, iväg från Asunción på Paraguayfloden med den flanderska prästen Bartolomé Blende. Payaguákrigare dödade Blende under resan, men de Arce kämpade sig vidare för att ta sig till San Rafael de Velasco i Chiquitania. På återresan till Asunción dödades även han i Paraguay. Inte förrän 1767, då missionerna hade inkräktat tillräckligt långt in i den fientliga regionen och alldeles innan jesuiterna utvisades från Nya världen, lyckades José Sánchez Labrador ta sig från Belén i Paraguay till Santo Corazón, den östligaste av Chiquitos missioner.

### Utvisning och senare utveckling

Folkmängd i jesuitmissionerna i Chiquitos.

Som ett resultat av Madridfördraget den 13 januari 1750 överfördes sju missioner i den nutida delstaten Rio Grande do Sul i Brasilien från spansk till portugisisk kontroll. De infödda guaranifolket var missnöjda med att deras land kom i händerna på Portugal (deras fiende för över ett århundrade) och gjorde uppror mot beslutet, vilket ledde till Guaranikriget. I Europa, där jesuiterna attackerades, anklagades de för att stödja upproret och försvara de infödda. 1758, anklagades jesuiterna för att konspirera att mörda kungen av Portugal, känd som Távoraaffären. Alla medlemmar av jesuitorden avhystes från portugisiska territorier 1759, och från franska territorier år 1764. 1766 anklagades Jesuiterna att orsakat Esquilacheupploppet i Madrid; vilket ledde till att Karl III av Spanien i februari året efter signerade ett kungligt dekret som innebar utvisning av alla Jesuiter i de Spanska territorierna.
Från denna tid och framåt var religiösa och sekulära administrationen helt separerade. Vid tiden för utvisningen, betjänade 25 Jesuiter en kristnad befolkning på minst 24 000, i de tio missionerna i Chiquitania. Chiquitosmissionernas egendomar inkluderade 25 estancias (rancher) med 31 700 nötkreatur och 850 hästar. Biblioteken i de olika bosättningarna hade tillsammans 2 094 volymer.
I september 1767, hade alla utom fyra jesuiter lämnat Chiquitania, och de avreste följande april månad. Spanjorerna såg det som nödvändigt att upprätthålla bosättningarna som en buffert mot Portugisisk expansion. Ärkebiskopen i Santa Cruz de la Sierra, Francisco Ramón Herboso, grundade ett nytt styrningssystem, mycket likt det som satts upp av jesuiterna. Han föreskrev att varje mission skulle ledas av två sekulära präster, en för att ta hand om de andliga behoven medan den andre rådde över allt annat – politiskt och ekonomiskt – angelägenheter för missionens administration. En förändring var att indianerna tilläts idka handel. Bristen på präster och den låga kvaliteten på de som utsågs av biskopen (nästan ingen av dem talade lokalbefolkningens språk och i en del fall hade de inte prästvigts) ledde till en snabb allmän nedgång av missionerna. Prästerna bröt också mot etiska och religiösa koder, lade beslag på större delen av missionernas inkomster och uppmuntrade smugglingshandel med portugiserna.
Inom två år efter utdrivandet av jesuiterna, hade Chiquitosmissionernas folkmängd minskat till under 20 000. Trots den allmänna nedgången för bosättningarna, hölls kyrkobyggnaderna i skick och i en del fall även utvidgade av invånarna. Byggandet av kyrkan i Santa Ana de Velasco skedde under denna period. Bernd Fischermann, en antropolog som studerade Chiquitano, föreslår tre skäl till att Chiquitano bevarade arvet efter jesuiterna även efter de utvisats: minnet av deras välstånd med jesuiterna; deras önskan att framstå som civiliserade kristna inför mestiser och vita människor; och att bevara den etnicitet som sprungit ur en blandning av olika kulturellt skilda grupper blandat med ett påtvingat gemensamt språk och sedvanor de lärt sig av jesuiterna

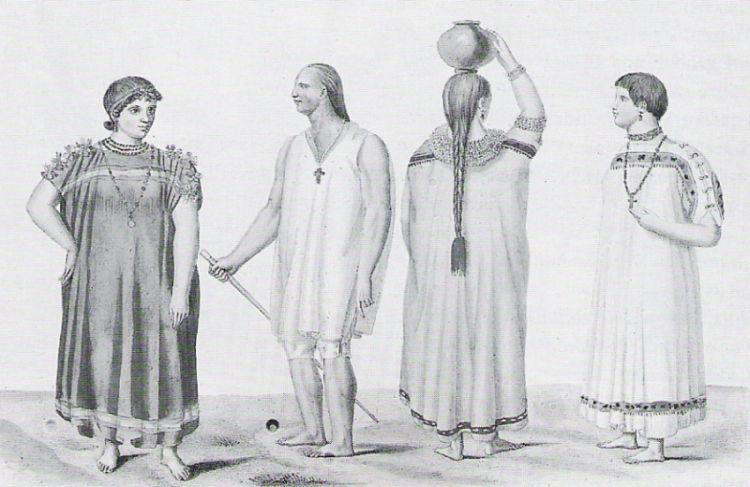
Chiquitosindianer som konverterat till kristendom i en teckning av Alcide d'Orbigny från 1831

I januari 1790, avslutade Audiencia i Charcas stiftens misskötsel och världsliga angelägenheter delegerades till civila administratörer i hoppet att göra missionerna ekonomiskt mer framgångsrika. Sextio år efter jesuiternas utvisning var kyrkorna ännu aktiva center för tillbedjan, såsom rapporterades av den franska naturalisten Alcide d'Orbigny under hans uppdrag i Sydamerika 1830 och 1831. Även om mycket minskat ekonomiskt och politisk, var kulturen som jesuiterna grundat ännu närvarande. Enligt d'Orbigny, var söndagsmässans musik i San Xavier bättre än den han hört i Bolivias rikaste städer. Folkmängden i Chiquitaniamissionerna nådde ett minimum på omkring 15 000 invånare 1830. 1842 besökte Francis de Laporte de Castelnau, en fransk forskningsresande, området och refererandes till kyrkan i Santa Ana de Velasco, utropade: "Denna vackra byggnad, omgiven av trädgårdar, presenterar en av de mest imponerande vyerna man kan tänka sig."
År 1851 hade dock missionernas reduktionssystem försvunnit. Antalet mestiser som hade flyttat in i området i sin strävan efter mer land, började överstiga den gamla ursprungsbefolkningen. Med skapandet av provinsen José Miguel de Velasco 1880, delades Chiquitania upp i fem administrativa delar. Med gummiboomen i slutet av århundradet, kom fler bosättare till området och grundade stora haciendor, som flyttade ut de ekonomiska aktiviteterna och urbefolkningen från städerna.
1931 gavs missionernas andliga administration till tyskspråkiga franciskanermissionärer. Den kyrkliga kontrollen flyttade tillbaka till området med skapandet av Apostoliska vikariatet i Chiquitos i San Ignacio centrum för de få av ursprungsbefolkningen som bor i periferin.
1972 påbörjade den schweiziska arkitekten och dåvarande jesuitprästen Hans Roth ett omfattande restaureringsprojekt av missionernas kyrkor och många koloniala byggnader som låg i ruiner. Dessa kyrkor finns i sin nuvarande form, tack vare Roths ansträngningar, som arbetade på restaureringen med några få kollegor och många lokala invånare fram till sin död 1999. Restaureringsarbetena har sedan fortsatt sporadiskt in på 2000-talet under lokalt ledarskap.
Sex av reduktionerna blev uppsatta på världsarvslistan 1990. Kyrkorna i San Ignacio de Velasco, Santiago de Chiquitos och Santo Corazón har rekonstruerats från grunden och ingår inte i världsarvet. I San Juan Bautista finns bara ruiner. Världsarvskommittén listade missionerna under kriterium iv och v, för den kristna religiösa arkitekturens anpassning till den lokala omgivningen och den unika arkitekturen uttryckt i form av träkolonner och balustrar. ICOMOS varnade nyligen för att de traditionella arkitektoniska byggnadsverken som hör till världsarvet har blivit sårbart efter jordbruksreformerna 1953 som hotade den ömtåliga socioekonomiska infrastrukturen i regionen. Vid tiden för nomineringen, skyddades det blivande världsarvet av Pro Santa Cruz-kommittén, Cordecruz, Plan Regulador de Santa Cruz samt de lokala borgmästarkontoren i missionsorterna.

## Världsarvets missioner

### San Xavier
16°16′29″S 62°30′26″V / 16.2748°S 62.5072°V

San Xavier var med sitt grundande 1691, den första grundade missionen av de som ingår i världsarvet. På grund av Paulistas förflyttningar från Brasilien i öster och in i området 1696, flyttades missionen närmre floden San Miguel. 1698, flyttades den åter, denna gång närmre Santa Cruz, men flyttades iväg 1708 för att skydda indianerna från spanjorerna. De ursprungliga invånarna i San Xavier hörde till Piñocastammen. Kyrkan uppfördes mellan 1749 och 1752 av den schweiziske jesuiten och arkitekten Martin Schmid. Skolan och kyrkan, liksom andra typiska bostadshus, finns ännu kvar i byn. San Xavier restaurerades av Hans Roth mellan 1987 och 1993.

### San Rafael de Velasco
16°47′13″S 60°40′26″V / 16.7869°S 60.6738°V
Missionen San Rafael de Velasco var den andra av de sex världsarvsmissionerna. Den grundades 1695 av jesuiterna Juan Bautista Zea och Francisco Hervás, och flyttades flera gånger. Missionen var tvungen att flyttas 1701 och 1705 på grund av epidemiutbrott i regionen. 1719 flyttades den åter, denna gång på grund av en brand. Martin Schmid uppförde kyrkan mellan 1747 och 1749, vilken har överlevt. San Rafael de Velasco restaurerades mellan 1972 och 1996 som en del i Hans Roths restaureringsprojekt.

### San José de Chiquitos
17°50′44″S 60°44′26″V / 17.8456°S 60.7405°V
San José de Chiquitos, grundad 1698 av jesuiterna Felipe Suárez och Dionosio Ávila, tvar den tredje missionen av världsarven. Missionen beboddes ursprungligen av folk från Penocastammen. Kyrkan uppfördes mellan 1745 och 1760 av en okänd arkitekt. Den är byggd i sten, olikt andra missioners kyrkor i området som byggdes av lokalt tillverkad lersten och trä. Missionen är en av de fyra som ännu finns kvar på sin ursprungliga plats. Än idag finns ett gravkapell (1740), kyrkan (1747), ett klocktorn (1748), ett hus för prästerna (colegio) och verkstäder (båda 1754). De renoverades av Hans Roths restaureringsprojekt mellan 1988 och 2003. Restaureringsarbeten pågår ännu.

### Concepción
16°08′04″S 62°01′29″V / 16.1344°S 62.024696°V
Fjärde missionen i världsarvet, missionen Concepción, grundades ursprungligen 1699 av jesuiterna Francisco Lucas Caballero och Francisco Hervás. En närliggande mission, San Ignacio de Boococas, inkorporerades 1708. Missionen, som flyttades tre gånger: 1707, 1708 och 1722, beboddes av Chiquitanos, regionens största stam. Kyrkan i Concepción byggdes mellan 1752 och 1756 av Martin Schmid och Johann Messner. Från 1975 till 1996 rekonstruerades missionen som en del i Hans Roths restaureringsprojekt.

### San Miguel de Velasco
16°41′55″S 60°58′05″V / 16.6986°S 60.9681°V

Världsarvets femte mission, San Miguel de Velasco, grundades av jesuiterna Felipe Suarez och Francisco Hervás 1721. San Miguel var en avknoppning från missionen San Rafael de Velaso, där befolkningen blivit för stor. Missionens kyrka uppfördes mellan 1752 och 1759, troligen av Johann Messner, en medarbetare eller student till Martin Schmid. Kyrkan restaurerades mellan 1979 och 1983 av Hans Roth.

### Santa Ana de Velasco
16°35′03″S 60°41′20″V / 16.5841°S 60.6888°V
Missionen Santa Ana de Velasco är det sista att grundas av de sex missionerna som ingår i världsarvet. Den grundades av jesuitprästen Julian Knogler 1755. De ursprungliga invånarna hörde till Covareca och Curuminacastammarna. Missionens kyrka ritades efter Jesuiternas utvisning mellan 1770 och 1780 av en okänd arkitekt och byggd helt av den inhemska befolkningen. Komplexet, som består av kyrkan, klocktorn, sakristia och ett gräsbevuxet torg kantade med hus, anses bäst ha följt Jesuitreduktionerna ursprungliga plan. Med start 1989 och fram till 2001, genomgick missionen partiell restaurering genom Hans Roth och hans medarbetares insatser.

## Arkitektur

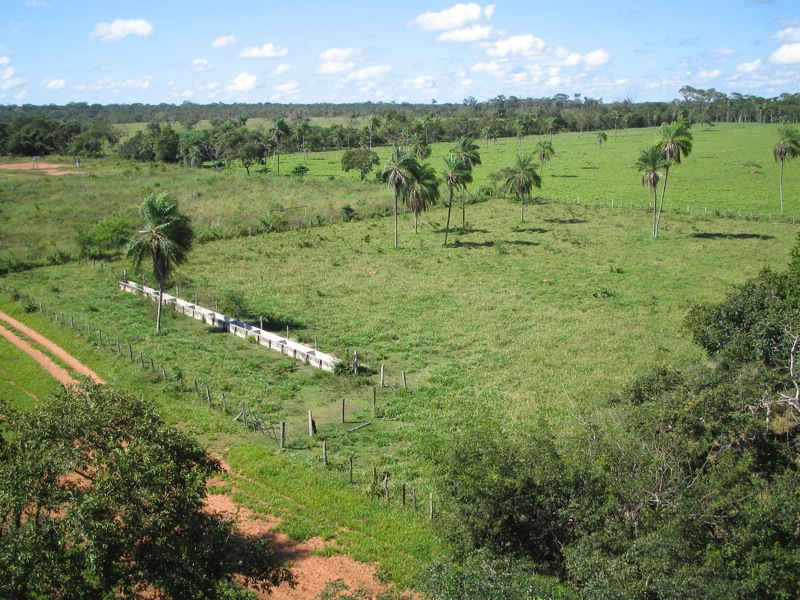
Typiskt landskap i Chiquitania

I jesuiternas design av sina reduktioner, inspirerades de av “idealstäder“ som de beskrev i verk såsom Utopia och The Countess of Pembroke's Arcadia, skriva av de engelska 1600-talsfilosoferna Thomas More respektive Philip Sidney. Jesuiterna hade bestämda kriterier för byggnadsplatserna: lägen med gott om träd för byggandet; tillräckligt med vatten för invånarna; god jord till jordbruket; och säkert från översvämningar under regnperioden. Även om de flesta missionerna i Chiquitania flyttades minst en gång under Jesuiternas era, förblev fyra av tio på sin ursprungliga plats. Trä och lersten var huvudmaterialet som användes vid byggandet av bosättningarna.

### Missionernas stadsplan

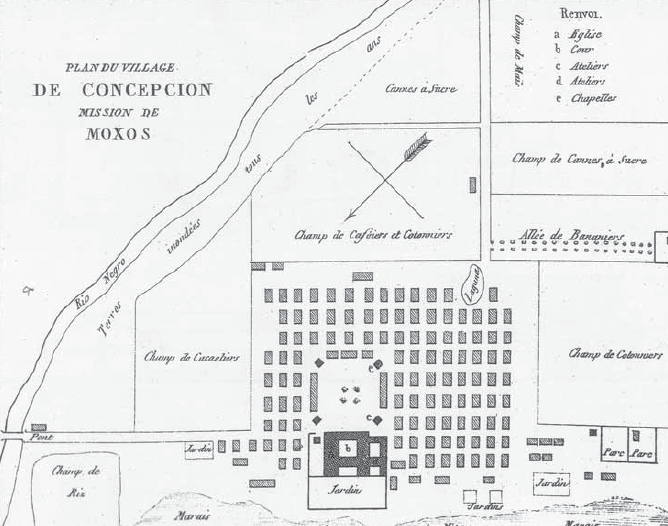
Jesuitmissionen Concepción de Moxos plan, som visar alla större objekt som fanns i missionerna.

Arkitekturen och interna layouten av dessa missioner följde ett system som senare upprepades med vissa variationer i resten av de olika reduktionerna. I Chiquitos, kom den äldsta missionen, San Xavier, att bilda grunden för den organisatoriska stilen, som omfattade en modulformad struktur, mitten bildade en brett rektangulärt torg, med kyrkokomplexet på ena sidan och bostadshus på de tre övriga. Jesuiternas centraliserade organisation dikterade en viss enhetlighet vad gäller mått och storlek. Trots att de alla baserades på samma grundläggande modell, uppvisar Chiquitos samhällen en anmärkningsvärd variation. Exempelvis kan nämnas bosättningarna orientering mot dess kardinalpunkter varierar och bestämdes utifrån olika förhållanden.

### Torg
Torget var ett i det närmaste kvadratiskt område som varierade i storlek från 124x148 meter i de äldre missionerna San Xavier och San Rafael de Velasco till 166x198 meter i San Ignacio de Velasco. Då de användes till såväl religiösa som samhälleliga ändamål, var de öppna ytor, fria från vegetation så när som på några få palmträd kring ett kors i mitten. Palmerna symboliserade evig kärlek, avsiktligt kopplat till Psaltaren 92:12. Fyra kapell med fasaden ut mot det centrala korset placerades i torgets hörn och användes vid processioner. Nästan inga av dessa finns kvar, då torgen sedermera gjordes om för att spegla den förhärskande republikanska och mestizofolkets livsstil under perioden efter Jesuiterna. De flesta har även genomgått senare utvidgningar. Träd och buskar planerades och i en del fall restes monument. Av de ursprungliga tio missionerna, saknar endast torget i Santa Ana de Velasco några större förändringar, och ser ut som det lär ha gjort under den koloniala eran, en öppen gräsbevuxen yta.

### Bostadshus

Tvärsnitt genom ett Bolivianskt bostadshus med öppna gallerier.

De inföddas bostadshus hade en utsträckt layout och var arrangerad i parallella linjer som sträcktes sig från det centrala torget och i tre riktningar. De med fasaden ut mot torget, beboddes av olika stamhövdingar och var vanligen större. Arkitekturen av dessa hus var enkel och bestod av större rum (6x4 meter), väggar upp till 60 cm tjocka, och ett tak gjort av vass (caña) och trä (cuchi) som nådde en höjd av 5 meter i husets mitt. Dubbla dörrar och öppna gallerier gav skydd från väder och vind. De senare hade en social funktion som mötesplatser ända fram till nutid.
Under de senaste 150 åren har planen ersatts av den vanliga spanska koloniala arkitekturen med stora kvadratiska hus med invändiga patior. Rester av den ursprungliga stilen kan ännu ses i San Miguel de Velasco, San Rafael de Velasco och Santa Ana de Velasco, platser som inte exponerats lika mycket för moderniseringar som andra bosättningar.

### Kyrkokomplex

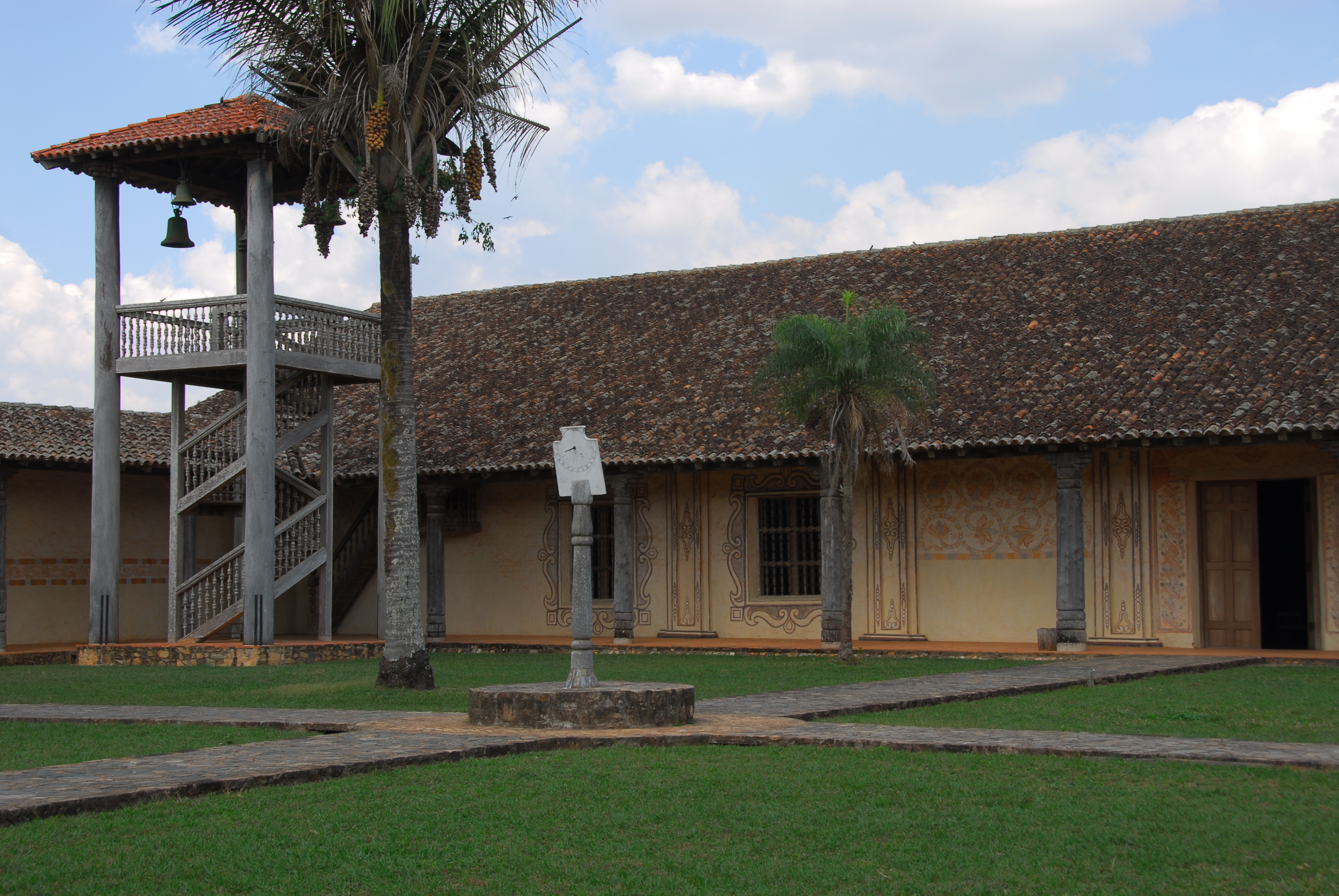
Kyrkans gårdsplan i San Xavier med solur och klocktorn.

Vid torgets fjärde sida ligger samhällenas religiösa, kulturella och kommersiella centrum. Förutom kyrkan, som dominerade komplexet, skulle det funnits ett gravkapell, ett torn och ett kollegium (”colegio”), sammankopplade av en mur längs torgsidan. Bakom muren och bortom torget skulle ha funnits pation med bostäder för prästerna och besökare, rum för stadsrådsfrågor, för musik och förvaring, men också verkstäder, som ofta ordnades kring ett andra patio. Bakom byggnaderna skulle man troligen hittat en grönsaksodling omgiven av en mur samt en kyrkogård. Kyrkogårdarna och verkstäderna har försvunnit från bosättningarna, medan andra element i kyrkokomplexet ännu finns kvar i olika utsträckning. Två stentorn (i San Juan Bautista och San José de Chiquitos) samt en i lersten (i San Miguel de Velasco) kan spåras tillbaka till Jesuiternas tidevarv i regionen. Andra är byggda på senare tid, eller resultatet av konserverings- och restaureringsarbeten som Roth gick i spetsen för i slutet av 1900-talet. Många av dessa är träbyggnader öppna på alla sidor. Av jesuiternas skolor är bara de i San Xavier och Concepción helt bevarade. Liksom den inhemska befolkningens hus, var kyrkokoplexets byggnader enplanshus.

#### Kyrka

Schematisk planritning av kyrkorna i San Xavier, Concepción, San Rafael de Velasco och San Miguel de Velasco

Så fort en bosättning grundats, började missionärerna, tillsammans med urbefolkningen resa kyrkan, som fungerade som samhällets ekonomiska, utbildningsmässiga och kulturella centrum. Den första kyrkan i varje mission (förutom i Santa Ana de Velasco) var tillfällig, egentligen inte mer än ett kapell uppfört så snabbt som möjligt av trä, ett avskalat skydd för ett enkelt altare. Jesuiternas mästerverk som syns idag restes flera årtionden efter bosättningarnas grundande. Martin Schmid, schweizisk präst och kompositör, var arkitekten bakom minst tre av dessa kyrkor: den i San Xavier, San Rafael de Velasco respektive Concepción. Schmid kombinerade element från den kristna arkitekturen med traditionell lokal design för att skapa en unik blandning mellan barock och mestizos arkitektoniska stilart. Schmid placerade ett citat från Första Moseboken 28:17 över huvudingången till var och en av de tre kyrkorna. I San Xavier står det på spanska: CASA DE DIOS Y PUERTA DEL CIELO ; och på latin på de två andra kyrkorna: DOMUS DEI ET PORTA COELI, vilket betyder Guds hus och porten till himmelen.
Byggandet av de kyrkor som nu restaurerats, faller inom perioden mellan 1745 och 1770 och kännetecknas av användningen av lokalt tillgängliga naturmaterial som trä, använda i snidade kolonner, predikstolar och låduppsättningar. Konstnärliga utsmyckningar lades till efter Jesuiterna utvisats 1767, fram till omkring 1830. Några av altarna är täckta av guld. Ofta gjordes kyrkornas väggar av obränt lertegel, lersten, samma material som användes till urbefolkningens bostadshus. I San Rafael de Velasco och San Miguel de Velasco, användes även glimmer, för att ge dem en skimrande effekt. Byggandet av kyrkan i San José de Chiquitos utgör ett undantag: inspirerad av en okänd barockmodell, har den en fasad i sten. Det enda kända exemplet där sten också använts i större skala är till kyrkan i San Juan Bautista, men av den återstår endast ruinerna av ett torn.

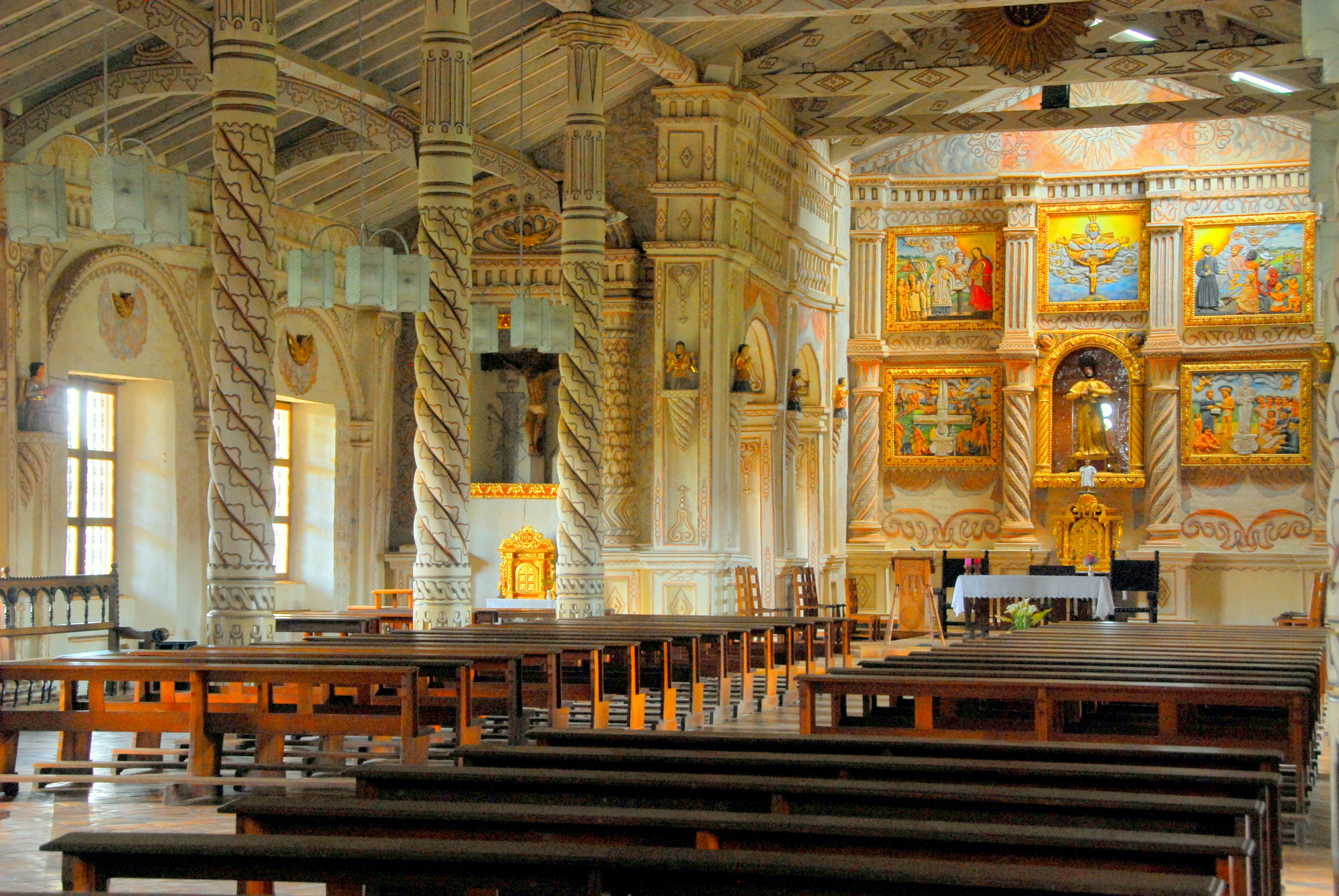
Interiör av kyrkan i San Xavier

Alla kyrkor består av ett skelett av trä med kolonner, fästa i marken vilket ger byggnaderna stabilitet och håller uppe det kakeltäckta taket. Lerstensmurarna placerades direkt på marken, så gott som oberoende av träkonstruktionen, och hade ingen stödjande funktion. Portiken och ett stort porttak gav skydd från de kraftiga tropiska regnen. Golvet var täckt med kakelplattor som, likt taket tillverkades i lokala kakelverkstäder. Kyrkorna har ett laduliknande utseende, om än av monumental storlek (bred: 16–20 m, längd: 5–60 m, höjd: 10–14 m) och med en kapacitet att hysa över 3 000 besökare, med en bred struktur och utmärkande låga takfötter. Denna stil är även tydliga i byggnadsmetoderna av ursprungsbefolkningens hus.
Byggandet var kyrkan krävde en stor insats av invånarna och krävde hundratals inhemska snickare. José Cardiet described the process:
| ” | Alla dessa byggnader är gjorda på ett annorlunda sätt jämfört med de i Europa: då taket byggs först och väggarna efteråt. Grävs först tre stora trädstammar ner i jorden, som bearbetas av adz. Ovanpå dessa placeras balkar och trösklar; och ovanpå dessa fackverk och förseglingar, plåt och tak; efter att stengrunden har lagts ut och når omkring 2 till 3 spann över jordytan, placeras, härifrån och uppåt, väggarna av lersten. Trädstammarna eller pelarna, som kallas horcones, förblir i de centrala delarna av väggen, och bär upp hela takets vikt men ingenting av väggarnas vikt. I mittskeppet och på platser där väggen ska placeras görs 3 meter djupa hål, och med arkitektoniska maskiner introduceras de snidade horcones i form av kolonner. De 3 meterna hålls inne i jorden och är inte snidade, och en del av trädrötterna behålls för ökad styrka, och dessa delar bränns så de kan motstå fukt. | „ |

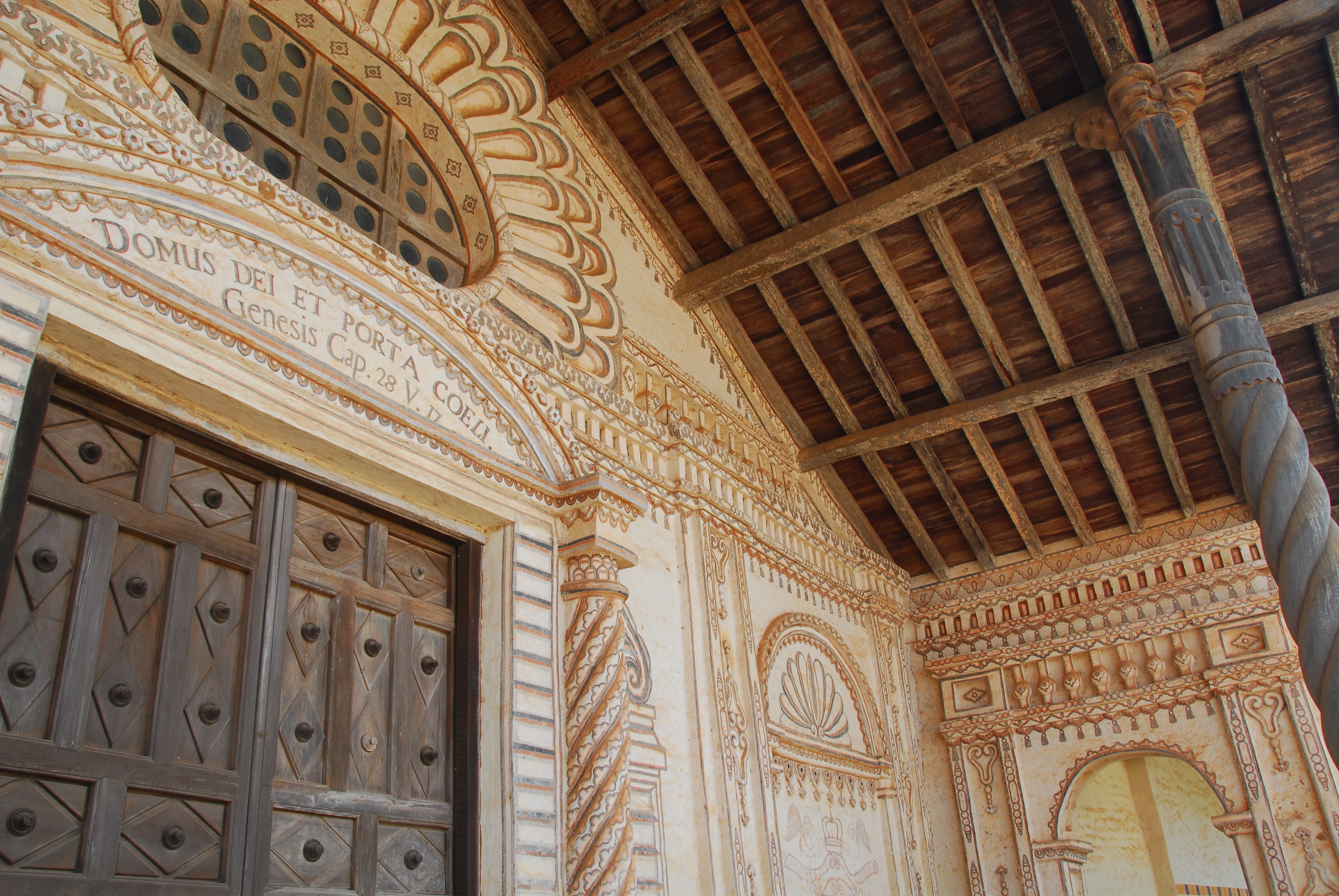
Entréporten till kyrkan i San Xavier med ett stort ovalt "oeil-de-boeuf"-fönster

Väggarna var dekorerade med gesimser, dekorlister, pilastrar och ibland arkader. Först putsades väggarna med en blandning av lera, sand, sandsten och halm, på insidan såväl som på utsidan. Målarfärg i jordnyanser applicerades över sandstenskalken, och ornament ritades med element från flora och fauna samt änglar, helgon och geometriska mönster. Som beskrivet ovan, användes ibland glimmer till att dekorera väggar, kolonner och träarbeten. Stora ovala "oeil-de-boeuf"-fönster, omgivna av kronbladsreliefer, ovanför huvuddörrarna är ett utmärkande drag.

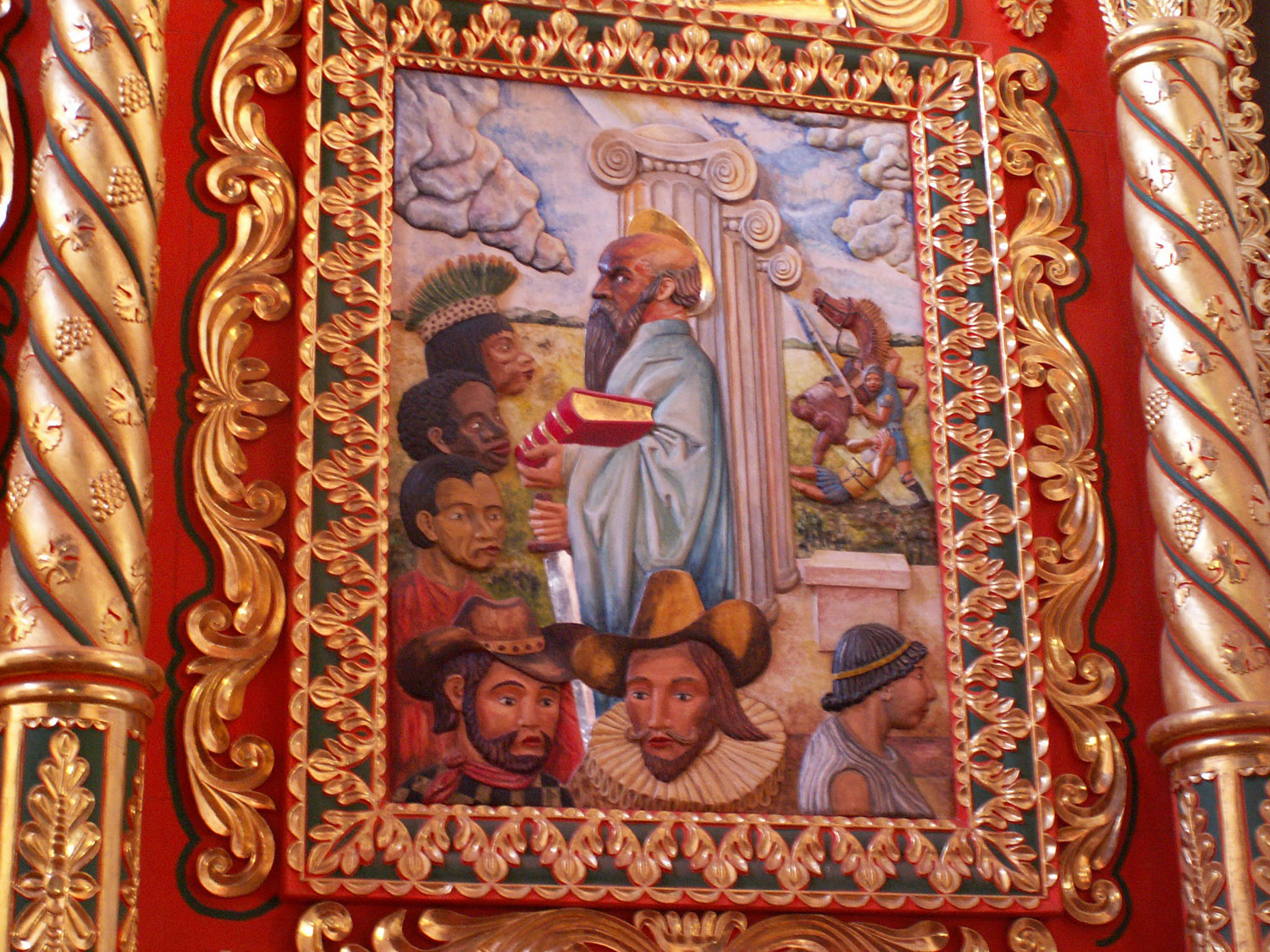
Modern altarvägg bakom altaret i katedralen i Concepción

Kyrkorna har tre skepp, med träkolonner emellan, ofta salomoniska kolonner med vridna flätor som liknar dem i Peterskyrkans baldakin i Rom. Fram till modern tid fanns det inga kyrkbänkar så att församlingen var tvungen att knäböja eller sitta på golvet. En mängd vackra konstföremål smyckar insidan av kyrkorna, särskilt deras altare, som ibland täcktes med guld, silver eller glimmer. Speciellt anmärkningsvärd är predikstolarna gjorda av ljust målat trä och stöds av huggna sirener. Predikstolen i San Miguel de Velascos kyrka har motiv hämtade från den lokala växtligheten. Element som är specifika för Chiquitosmissionerna finns också i andra dekorationer. Altarna i San Xaviers och Concepcións kyrkor har avbildningar av Jesuiter tillsammans med urbefolkning. Det finns en handfull originalskulpturer i altartavlorna som ofta avbildar Mariabilder, korsfästelsen och helgon, utskurna i trä och sedan målade. Dessa skulpturer uppvisar en unik stil i Chiquitosregionen som skiljer sig från reduktionerna i Paraguay och i de Bolivianska högländerna. Traditionen med sniderier har bevarats till nutid i verkstäder där bildhuggare skapar kolonner, korsblommor och fönster för nya eller restaurerade kyrkor och kapell i området. Därtill producerar bildhuggare dekorativa änglar och andra figurer till turistmarknaden.

### Restaurering
Missionernas kyrkor är sanna arkitektoniska höjdpunkter i området. Hans Roth initierade ett viktigt restaureringsprojekt i dessa missioners kyrkor 1972. I San Xavier, San Rafael de Velasco, San José de Chiquitos, Concepción, San Miguel de Velasco och Santa Ana de Velasco, har kyrkorna genomgått en minutiös restaurering. På 1960-talet, ersattes kyrkan i San Ignacio de Velascomed en nybyggd kyrka; på 1990-talet, tog Hans Roth och hans medarbetare restaureringen så nära som möjligt till den ursprungliga byggnaderna. Förutom kyrkorna byggde Roth över hundra nya byggnader, däribland skolor och bostadshus. Han grundade också museum och arkiv.
Roth forskade fram originalteknikerna som användes för att bygga kyrkorna före restaureringarna. Han lät uppföra nya byggnader däribland sågverk, låssmedjor samt snickerier och reparationsverkstäder och tränade upp lokalinvånare i traditionellt hantverk. Europeiska volontärer, ideella organisationer, Romersk-katolska kyrkan och Bolivias läroinstitut (IBA) hjälpte till i projektet.
Roth övertygade lokalbefolkningen om vikten av restaureringsarbetena, som krävde en stor arbetsstyrka, vanligen krävdes 40 till 80 arbetare i städerna med befolkningar på mellan 500 och 2 000 for restaurering av dess kyrkor. Ansträngningen visar på styrkan och engagemanget för det unika kulturarvet i städerna. Restaureringen har resulterat i ett återuppväckande av lokala traditioner och en kvalificerad arbetskraft.

## Livet i missionsstäderna
Reduktionerna var självförsörjande urbefolkningssamhällen med 2 000 till 4 000 invånare, vanligen ledda av två Jesuitpräster och ett stadsfullmäktige (cabildo') och en stamhövding (cacique), som bibehöll sina funktioner och fungerade som mellanhänder mellan urbefolkningen och Jesuiterna. Men i vilken grad jesuiterna kontrollerade den inhemska befolkningen som de hade ansvar för och i vilken grad de tillät den inhemska kulturen att fungera är föremål för debatt, och den sociala organisationen av reduktionerna har beskrivits på olika sätt, från djungelutopier å ena sidan till teokratiska terrorregimer, där den senare ligger närmre sanningen.
Jesuiterna lärde sig snabbt språken för sina subjekt, vilket underlättade missionärsarbetet och bidrog till missionernas framgång. Även om varje mission var tänkt att hysa en bestämd stam, bodde en mängd stammar i Chiquitania, och samlades ofta intill varandra i samma mission. Enligt en rapport från 1745, så av de 14 706 invånarna i missionen, talade 65,5 % Chiquitano, 11 % Arawak, 9,1 % Otuque, 7,9 % Zamuca, 4,4 % Chapacuran and 2,1 % Guaraní. Den ska dock förstås att vid denna tid talade de flesta av invånarna Chiquitano som andraspråk. En sådan etnisk mångfald är unik bland Jesuiternas missioner i Amerika. Utifrån kolonialmakternas syn, skiljde Jesuiterna formellt bara mellan kristna och icke-kristna indianer. Så småningom blev Gorgotoqui, det formella namnet för det språk som talades av Chiquitanostammen, bosättningarnas lingua franca, och de många stammarna förenades kulturellt in den etniska gruppen Chiquitanos. 1770, inom tre år efter Jesuiternas utvisning, införde spanska myndigheter en ny politik med påtvingad "castilianisering" eller "Hispanicisering" av språket, vilket gjorde att antalet språk i regionen minskade.
Många indianer som anslöt sig till missionen sökte skydd från portugisiska slavhandlare eller de spanska conquistadorernas encomienda-system. I reduktionerna var invånarna fria människor. Landet i missionerna var allmän egendom. Efter giftermål, tilldelades tomter till de nya familjerna. För Jesuiterna, var målet alltid detsamma: skapa städer i harmoni med paradiset där de stött på ursprungsbefolkningen.
Även om bosättningarna formellt var en del av Vicekungadömet Peru genom Royal Audiencia de Charcas och låg under Santa Cruz stift vad gällde kyrkliga frågor, gjorde deras avlägsenhet dem praktiskt taget autonoma och självförsörjande. Så tidigt som 1515, hade franciskanermunken Bartolomé de las Casas skapat en "utlänningslag" för "'Indianfolket'", och ingen vit eller svart man, annan än Jesuiterna och myndighetspersoner tilläts leva och bo i missionerna. Merchants were allowed to stay for three days at most.

### Ekonomi
Traditionellt utövade de flesta Chiquitosstammarna svedjebruk, odlade majs och yuca i liten skala. Efter kontakt med spanjorerna började de även odla kakao och ris. Jakt och fiske gav ytterligare näring under torrperioden. Jesuiterna introducerade boskapsuppfödning.

I varje bosättning, var en av jesuiterna ansvarig för kyrkliga frågor, medan en annan hade hand om kommersiella frågor och samhällets allmänna välfärd. Som den schweiziske prästen, musikern och arkitekten Martin Schmid skrev 1744 i ett brev från San Rafael:
| ” | „...Missionärsprästen... är inte bara församlingspräst som predikar, hör bekännelser och leder själar, de har även ansvar för deras församlingsinvånares liv och hälsa och måste tillhandahålla allt som behövs i deras städer, då deras själ inte kan räddas om kroppen dör. Därför är missionärerna stadsrådgivare och domare, läkare, utpressare, murare, snickare, järnsmeder, låssmeder, skomakare, skräddare, mjölnare, uppbackare, kockar, herdar, trädgårdsmästare, målare, skulptörer, svarvare, vagnsmakare, tegelmakare, keramiker, vävare, garvare, vax och ljustillverkare, plåtslagare och vilken konsthantverkare som helst som kan behövas i en republik.“ | „ |

 Jesuiterna administrerade arbetet, införandet av ny teknik och dispositionen av gudar. De var utsedda att se till att varje familj fick allt de behövde för att leva. Jesuiterna var inte beroende av donationer, då prästerna hade en fast inkomst (vanligen otillräcklig för deras behov) från samhället för att stödja deras arbete. Den blomstrande ekonomin i reduktionerna gjorde det möjligt för dem att exportera överskottsvaror till alla delar av Övre Peru, dock ironiskt nog inte till Paraguay – regionen Jesuiterna helst ville nå. Inkomsten användes till att betala kungliga avgifter och för att köpa varor som inte fanns tillgängliga lokalt, såsom böcker, papper och vin, från så långt bortifrån som Europa. I själva missionerna användes inte pengar. Detta lade grunden för uppfattningen att Jesuiterna vaktade på enorma rikedomar de förvärvat genom lokal arbetskraft. I verkligheten var samhällena ekonomiskt framgångsrika men utgjorde knappast någon betydelsefull inkomstkälla för Jesuitorden.
Alla invånarna, såväl unga som gamla, var föremål för ett schema med omväxlande arbete, religiös utövning och vila. Enligt d'Orbigny, åtnjöt invånarna i Chiquitos missioner betydligt större frihet än de i Mojos missioner. Det lades också mindre tid på utövning av religion. De instruerades av jesuiterna i olika konstarter och blev snabbt skickliga snickare, målare, vävare, skulptörer och konsthantverkare. Varje bosättning hade sin egen uppsättning hantverkare; som ett resultat, utöver de vanliga caciques, växte en ny social samhällsgrupp fram med hantverkare och konsthantverkare. Denna grupp och resten av befolkningen, som främst arbetade inom jordbruk eller med boskapsuppfödning, representerades vardera med två alcalder. Ursprungligen omfattade de kommersiella huvudprodukterna honung, yerba maté, salt, tamarind, bomull, skor och läder. Senare, kom konsthantverkare att exportera musikinstrument, liturgiska föremål, rosenkransar och silversaker.

### Musik

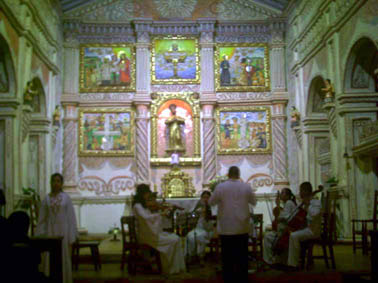
Konsert framför altaret i San Xaviers kyrka.

Musik spelade en särskild roll i alla livets aspekter och i de inföddas evangelisation. När Jesuiterna fick upp ögonen för indianernas musikaliska kapacitet, skickade de stora kompositörer, körledare och instrumenttillverkare till Sydamerika. Den mest kända var kanske den italienska barockkompositören Domenico Zipoli, som arbetade i reduktionerna i Paraguay. Johann Mesner och Martin Schmid, två jesuitmissionärer med musikaliskt sinne, gick till Chiquitania. Schmid i synnerhet var ansvarig för denna färdighet som utvecklades i så hög grad att polyfoniska körer kunde framträda och orkestrar kunde spela barockoperor på handgjorda instrument. Han ledde produktionen av violiner, harpor, flöjter och orglar, skrev och kopierade upp mässor, operor och motetter. Han byggde en orgel med sex orgelstämmor i Potosí, monterade ner den och transporterade den med mulor 1 000 km på en besvärlig väg bort till den avlägsna missionen Santa Ana de Velasco, där han monterade ihop den igen för hand. Orgeln är ännu i bruk. Jesuiterna använde musiklektioner som ett första steg att kristna invånarna.

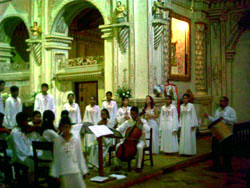
En kör i kyrkan i San Xavier.

Såsom Schmid, som också verkade som kompositör, skrev i ett brev 1744 från San Rafael de Velasco:
| ” | ...I alla dessa städer kan redan ljudet av mina orglar höras. Jag har gjort en hög av alla möjliga instrument och lärt indianerna hur man spelar på dem. Inte en dag passerar utan ljudet av sånger i våra kyrkor... Jag sjunger, spelar på orgeln, cittran, flöjten, trumpeten, psalteriet och lyran, i högt läge och lågt läge. Alla dessa musikaliska konstformer, som jag delvis ignorerade, kan jag nu utöva och lära ut till infödingarnas barn. Din värdnad skulle kunna observera här, hur barn som slets bort från djungeln för precis ett år sedan, tillsammans med sina föräldrar kan sjunga bra och med en absolut fast takt, de spelar cittra, lyra och orgel och dansar med exakta rörelser och rytm, så att de själva skulle kunna tävla med européerna. Vi lär dessa människor alla dessa vardagliga saker så att de kan göra sig av med sina ohyfsade seder och likna civiliserade personer, mottagliga för att ta emot kristendomen. | „ |

### Idag

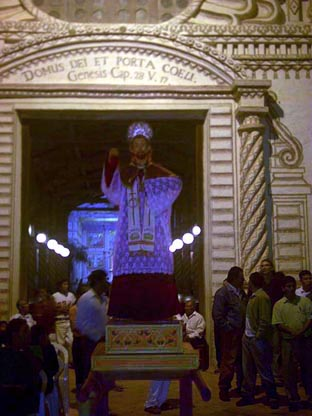
En staty av Petrus vid huvudentrén till kyrkan i San Xavier.

Några Jesuitinstitutioner finns ännu kvar i Chiquitania. Exempelvis har San Rafael de Velasco, San Miguel de Velasco, Santa Ana de Velasco och San Ignacio de Velasco fungerande stadsråd (cabildos), och caciques samt kyrkvaktmästare har ännu sina uppdrag. Majoriteten av invånarna i Chiquitania är stabila katoliker; Chiquitanos kosmologiska syn är idag bara en vagt förstådd mytologi för dess invånare. Mellan 1992 och 2009, tredubblades folkmängden i San Xavier och Concepción, och mer än fördubblades i San Ignacio de Velasco, regionen nu snabbast växande kommun. I andra missioner har också folkmängden ökat, om än i mindre skala. 2011 hade San José de Chiquitos, San Xavier och Concepción cirka 10 000 invånare vardera och San Ignacio de Velasco, Chiquitanias största stad, hade omkring 35 000 och ett universitetscampus. I andra änden finns Santa Ana de Velasco där det i nuläget bara bor några hundra. De mer avlägset belägna bosättningarna Santiago de Chiquitos och Santo Corazón är också relativt små. Enligt olika källor, uppgår antalet etniska Chiquitanos i Bolivia mellan 30 000 och 47 000 av vilka färre än 6 000 – främst äldre människor – ännu pratar ursprungsspråket. Endast några hundra talar enbart Chiquitanospråket.
Ekonomiskt, är området beroende av jordbruket. Majs, ris, yuca, bomull och palmhjärta produceras och exporteras. Boskapsuppfödning och industriell bearbetning av mjölk och ost har utvecklats starkt på senare år. Hantverk, vanligen i trä och tillverkade med samma teknik som under den koloniala eran, ger ytterligare inkomster. Sedan införandet av Jesuit Mission Circuit 2005 – en marknadsföringsbegrepp för att främja regional turism – har hantverksarbete och turism var nära besläktade.
Musikfestivalerna och konserterna, som hålls regelbundet i Chiquitos gamla missioner, vittnar om det levande kulturarvet av denna konstform. Några av originalinstrumenten och skulpturerna som gjordes av Martin Schmid och hans lärlingar finns på små museum i missionsorterna, däribland i Concepción vilken även har ett notarkiv. I San Xavier, San Rafael de Velasco och Santa Ana de Velasco har tre originalharpor från Jesuiternas tid bevarats. Kyrkan i Santa Ana de Vealsco har även den enda originalorgeln i Chiquitos, transporterad dit från Potosí med åsna, åtföljd av Schmid 1751. Över 12 orkestrar och körer har förts samman i området genom Sistema de Coros y Orquestas (SICOR).
Sedan 1996, har den ideella institutionenAsociacion Pro Arte y Cultura (APAC) organiserats biennalen Festival Internacional de Musica Renacentista y Barroca Americana.
Med början 1975, hittade över 5 000 partitur från 1600- och 1700-talen under restaureringsarbetena av kyrkan i Concepción. Senare hittade ytterligare 6 000 partitur i Moxos och ytterligare några tusen i San Xavier. Några av dessa verk har tolkats under festivalerna 2006 och 2008. Statistik över festivalerna är som följer:
|             | 1996   | 1998   | 2000   | 2002   | 2004   | 2006   | 2008   | 2010   | 2012   |
| ----------- | ------ | ------ | ------ | ------ | ------ | ------ | ------ | ------ | ------ |
| Grupper     | 14     | 32     | 28     | 30     | 42     | 44     | 50     | 45     | 49     |
| Konserter   | 32     | 68     | 76     | 77     | 122    | 143    | 165    | 121    | 118    |
| Musiker     | 355    | 517    | 402    | 400    | 980    | 623    | 600    | 800    | 800    |
| Länder      | 8      | 14     | 14     | 17     | 21     | 19     | 24     | 14     | 19     |
| Spelplatser | 3      | 9      | 9      | 14     | 16     | 19     | 22     | 12     | 12     |
| Publik      | 12 000 | 20 000 | 30 000 | 40 500 | 70 000 | 71 000 | 75 000 | 60 000 | 55 000 |

Festivalen genomfördes i bland annat Plazas Misionales, vanligen i kyrkor men också på torget i Santa Cruz. Under ett evenemang, tävlade orkestrar från olika länder mot varandra. En av de lokala orkestrarna, Orquesta Urubicha, består av medlemmar som växt upp i de före detta missionerna, som använder musikinstrument de tillverkat själva efter ritningar som lämnats av Jesuitmissioner.

## Turism
Kort efter att restaureringsarbetena påbörjats, beömdes potentialen för turism till missionerna i en rapport publicerad av Unesco 1977.
För att främja missionerna som turistdestinationer, har resebyråer, handelskammare och industrin, borgmästare, inföddas sammanslutningar och andra institutioner organiserat Lanzamiento mundial del Destino Turístico "Chiquitos", Misiones Jesuíticas de Bolivia, ett fem dagar långt turistevenemang från 23-27 mars 2006. Journalister och internationella researrangörer fick besöka de viktiga sevärdheterna och introducerades till kulturen genom besök på museum, lokala verkstäder, olika konserter, inhemska danser, högmässor, processioner, hantverksfestivaler och lokala maträtter. Organisatörernas mål var att öka antalet turister från 25 000 till 1 miljon per år över en tioårsperiod, vilket motsvarar 400 miljoner dollar i inkomst. Senare, med tanke på bristen på stöd från Bolivias regering och den nationella och de lokala ekonomiernas nedgång, etablerades en mer blygsam målsättning att locka mellan 200 000 och 250 000 besökare per år.
Turismen är idag en betydelsefull inkomstkälla i regionen, där den bara i Concepción Municipio ger 296 140 USA-dollar, eller 7,2 % av årsproduktionen. Ytterligare 40 000 dollar eller 1 % kommer från hantverk. Enligt en rapport från "Coordinadora Interinstitucional de la Provincia Velasco" 2007, besökte 17 381 turister San Ignacio de Velasco 2006. Cirka 30 % av dem kom från utlandet. De främsta sevärdheterna för turister är de närliggande missionerna San Miguel de Velasco, San Rafael de Velasco och Santa Ana de Velasco. Turism till San Ignacio de Velasco genererade 7 821 450 Boliviano i inkomster 2006. Inkomsten från turism används skenbart för att förbättra infrastrukturen, även om det varit en viss kritik att öronmärkta medel inte alltid når deras avsedda användningsområden. Vid sidan av kulturturism till missionernas nätverk och musikfestivaler erbjuder regionen många naturupplevelser såsom floder, laguner, varma källor, grottor och vattenfall, även om det saknas infrastruktur turismen i detta avseende.

## Kulturella referenser
Många element från jesuitmissionernas tidiga dagar visas i filmen The Mission, även om filmen försöker avbilda livet i Guaranímissionerna i Paraguay, inte de i Chiquitos, som var betydligt mer kulturellt uttrycksfulla. Händelserna kring jesuiternas utvisning (Extrañamiento) visas i Fritz Hochwälders pjäs Das heilige Experiment (The Strong are Lonely). Båda äger rum i Paraguay. Det har föreslagits att Das heilige Experiment väckte intresset på 1900-talet bland forskare i de bortglömda jesuitmissionerna.